# 3-メチルブタン酸
3-メチルブタン酸（3-メチルブタンさん、3-methylbutanoic acid）またはイソ吉草酸（イソきっそうさん、isovaleric acid）は、多くの植物や精油に見られる天然の脂肪酸である。水にはやや溶け、多くの有機溶媒にはよく溶ける無色透明、揮発性の液体である。
イソ吉草酸自体にはチーズもしくは汗、足、加齢による口臭のにおいのような不快感を伴う刺激臭があるが、そのエステルは快い芳香を持つため香料として広く使われている。

## 異性体

吉草酸
ピバル酸
ヒドロアンゲリカ酸
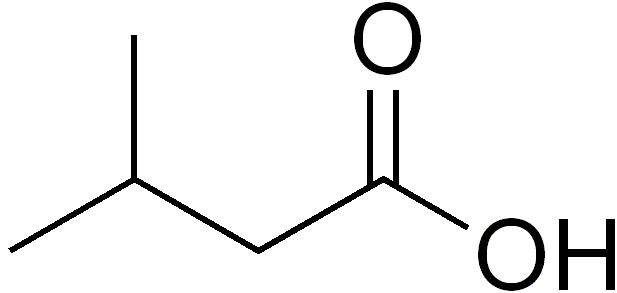
3-メチルブタン酸 （イソ吉草酸）